# Joseph Gabet
Joseph Gabet CM (geb. 4. Dezember 1808 in Nevy-sur-Seille, Frankreich; gest. 3. März 1853 in Rio de Janeiro) war ein französischer Reisender und Tibetologe, römisch-katholischer Ordenspriester und Missionar des Lazaristenordens. Er ist bekannt für die Beschreibungen seiner Reisen durch China, die Mongolei und Tibet, die er gemeinsam mit seinem Reisegefährten Évariste Régis Huc (1813–1860) verfasste. Einen besonderen Platz im Werk des Entdeckers nehmen seine Beschreibungen Tibets ein.

## Leben

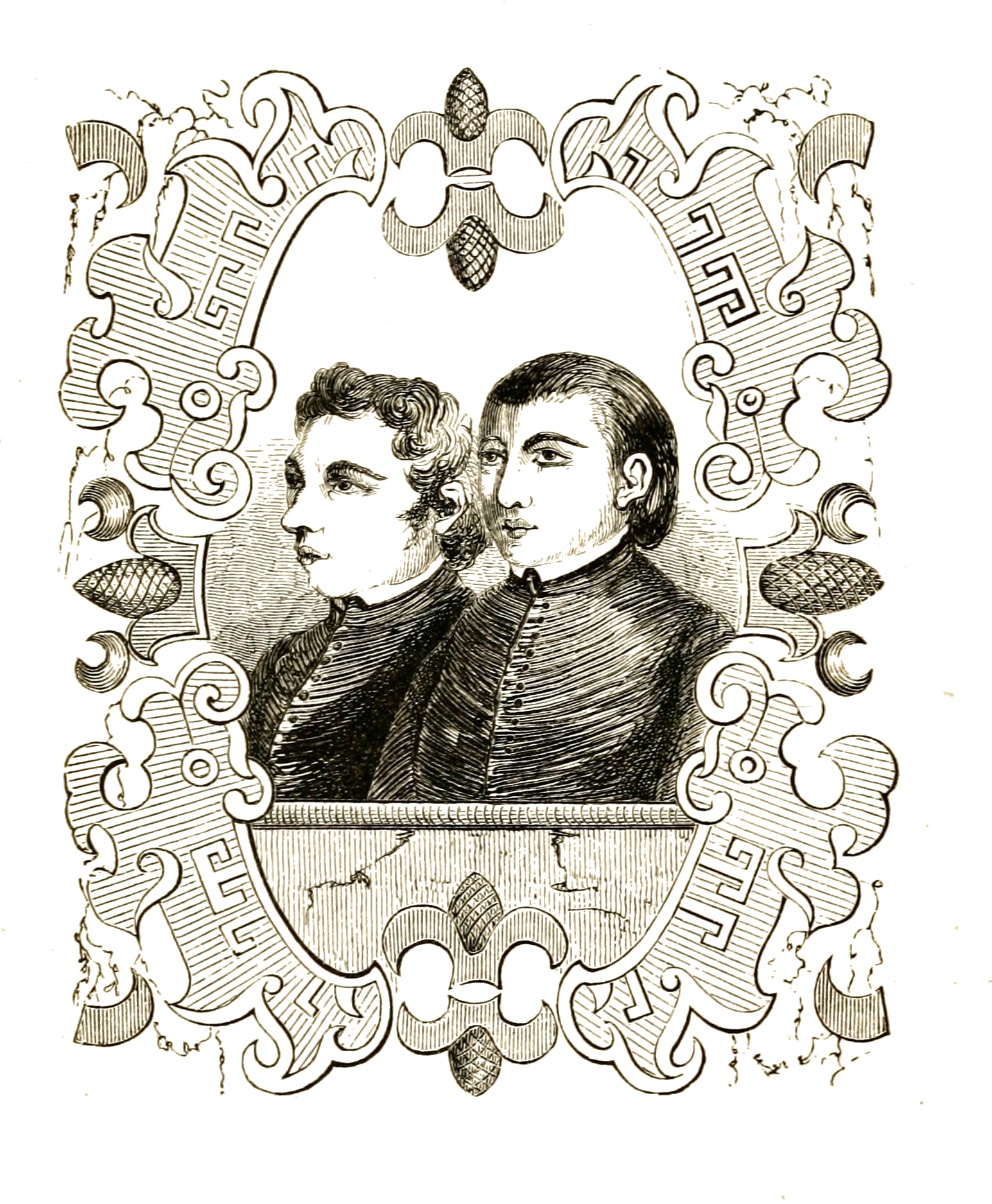
Porträts von Gabet and Huc

Gabet erhielt am 27. Oktober 1833 die Priesterweihe. Am 22. Februar 1834 trat er in den Lazaristenorden ein. Ein Jahr später, am 21. März 1835, reiste er von Le Havre über Batavia und Surabaya nach China, wo er am 29. August in Macau eintraf. Ein Jahr später, am 15. August 1836, brach er zu einer Reise in die Mongolei auf, in die Region Heishui, wo er im März 1837 ankam. Hier leisteten er und Huc als buddhistische Lamas getarnt im Rahmen kleinerer Missionen geheime Missionsarbeit. Huc war 1839 zum Priester geweiht worden. Im Sommer 1844 brachen Gabet und Huc auf, um Tibet zu erkunden, und erreichten nach einem längeren Aufenthalt im Kloster Kumbum als erste Europäer nach Thomas Manning Lhasa.
Im Jahr 1846 kehrten sie nach Macau und dann nach Europa zurück. Die beiden Reisenden fanden in der Öffentlichkeit große Beachtung, und ihr Buch wurde bald in mehreren Sprachen veröffentlicht.
Das Werk wurde in Rom und auch von den Mitbrüdern der Missionare schlecht aufgenommen. Das Apostolische Vikariat der Mandschurei, dem er vor Ort hierarchisch unterstellt war, erreichte 1850, dass es in Rom von der Kongregation De Propaganda Fide verurteilt wurde. Die von ihm vertretenen Ideen der Inkulturation des Christentum blieben bis ins 20. Jahrhundert hinein toter Buchstabe und wurden mit größerem Erfolg von Pater Vincent Lebbe (1877–1940) aufgegriffen.
Im Jahr 1849 ging Gabet nach Brasilien, wo er den Lazaristenorden verließ. Joseph Gabet, der bereits ein erfahrener Missionar war, verglich Brasilien mit der Mongolei und China und war besonders von der Anwesenheit afrikanischer Sklaven beeindruckt.
1853 starb Gabet in Rio de Janeiro.

## Publikationen
- Joseph Gabet, Rapports sur la Mission en Tartarie, Mongolie, Tibet, 1842, 1847. Annales de la propagation de la foi; volume 19, 1847; volume 20, 1848.
- Joseph Gabet, Coup d’œil sur l’état des missions de Chine présenté au Saint-Père le pape Pie IX, Poissy, 1848, réédition Valmonde 1999 avec un avant-propos de Simon Leys, ISBN 2-86401-092-5
- Joseph Gabet, Évariste Huc, Lettres de Chine et d’ailleurs : 1835–1860, édition établie par Jacqueline Thevenet, Les Indes savantes, Paris, 2005, ISBN 978-2-84654-084-1
- Wanderungen durch die Mongolei nach Thibet zur Hauptstadt des Tale Lama. Von [Evariste Régis] Huc und [Joseph] Gabet. In deutscher Bearbeitung hrsg. von Karl Andree. Leipzig : Verlagsbuchhandlung von Carl B. Lorck (Druck d. Ries`schen Buchdruckerei in Leipzig), 1855 (Hausbibliothek für Länder- und Völkerkunde) – Digitalisat (in anderer Auflage eines anderen Verlages)